# Encuadernación en piel

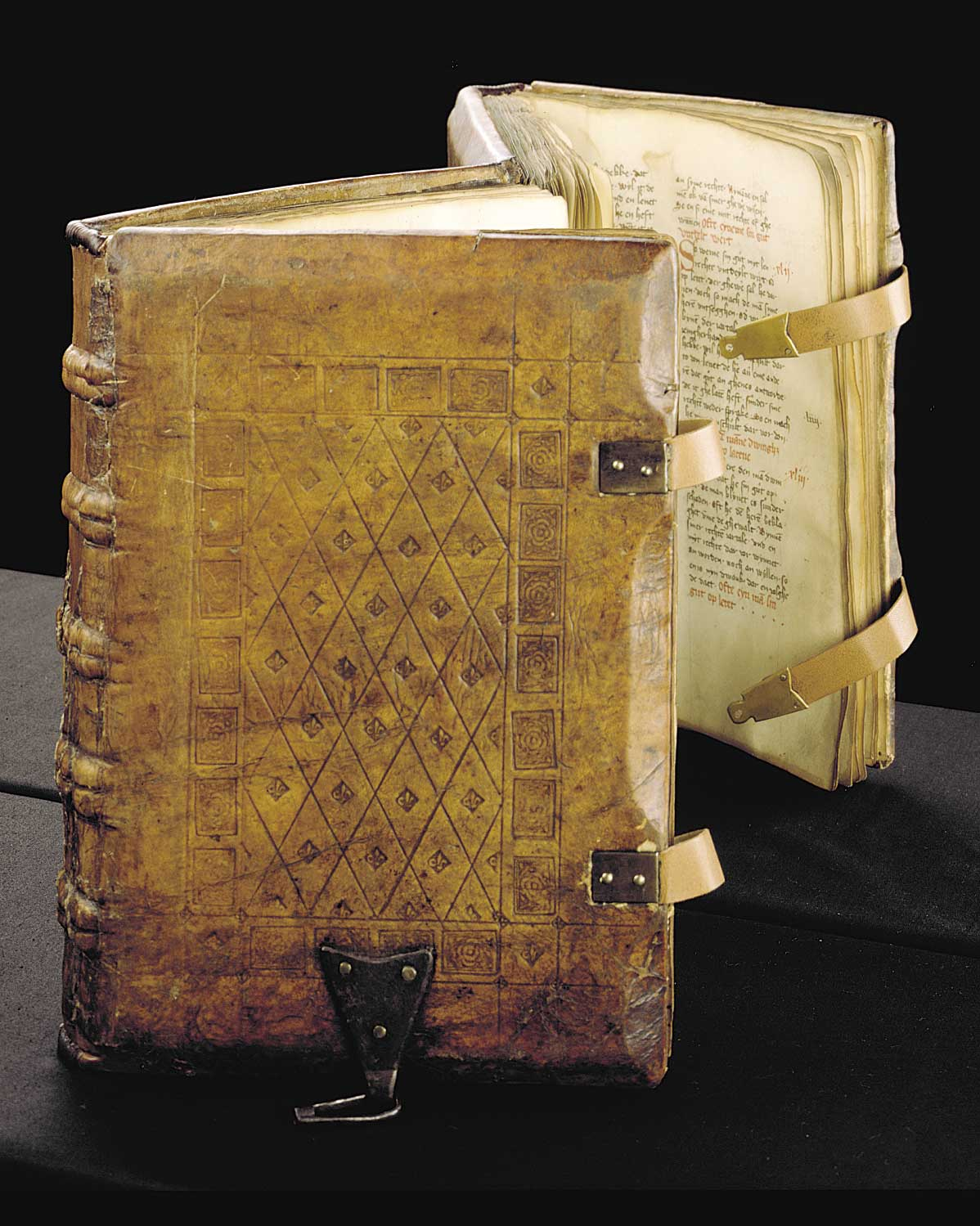
Encuadernación en piel

La encuadernación en piel es el arte de convertir una piel orgánica ya sea de vacuno, cabra o animal exótico, si es el caso en la cubierta más exquisita de un libro o conjunto de hojas cuya naturaleza o importancia se desea poner en relieve en el tiempo.
El uso de la encuadernación en piel data del siglo XIII pero actualmente la curtiduría de esta época ha mejorado su proceso ya que el uso de productos químicos especiales permite obtener pieles con una calidad mucho más agradable al tacto y a la vista.
Hay diferentes tipos de encuadernación en piel.
La naturalEs la que sin necesidad de tratar la piel, en el proceso de secado, se ha mantenido el pelo, solo estirando la piel en un marco el cual después de haber sido secado cuidadosamente mantiene su olor y textura hasta el momento que es aplicado en las tapas o lomo del libro a encuadernar.
La curtida a florEs la que previamente se ha curtido despellejando su carnaza y humectado con químicos especiales los cuales le dan un tono natural sin pigmentos. Es fácil de estirar y grabar puesto que su flor natural no ha sido lijada y por lo tanto es muy apreciada para realizar repujados y pigmentaciones posteriores.
La curtida con pigmentos y preservantes especialesEstas pieles son ideales para encuadernar los lomos de los libros puesto que los tonos que se obtienen son posteriormente laqueados con bromuro y planchados en vapor por lo que su espesor es previamente lijado y su grosor no es tan flexible lo que permite mejor adherencia en el pegado y aplicado de accesorios. Su uniformidad y realce dependen de la calidad de la piel antes de ser curtida, de su buena flor y no haber sido atacada por insectos.
Este arte de la encuadernación, aún es común en gran parte de Europa, con muchos y muy importantes talleres y escuelas donde se practica, comercializa y enseña, con técnicas muy puras, donde sólo es moderno las películas para estampar o dorar las cubiertas y los lomos, pero no así las técnicas en su aplicación, siendo esto lo que le da gran valor artístico a cada obra.
En Occidente, se practica poco y se limita en la mayoría de las veces al tradicional encuadernado en tapa dura (cartoné) o en tapa "rústica", para Tesis escolares; son pocos los talleres espacializados, donde se restaura por completo una obra, el alto costo, la falta de talleres, materiales, equipos y artistas, el desconocimiento de la gente y las técnicas de encuadernado modernas, económicas y al alcance de cualquier bolsillo, como el engargolado, son los factores más importantes, para que haya casi desaparecido.
La modernización de las bibliotecas, despachos de abogados, notarías, registros civiles y juzgados de lo civil y lo penal, donde tradicionalmente se encuadernaban sus documentos, libros y demás documentos, ha traído con la era de la informática y la digitalización, la aplicación de esta tecnología, y ya son proyectos particulares y gubernamentales, y por consecuencia lógica el uso de papel y su conservación por medio de encuadernados, tendrá cada día menos importancia.